# Ruhr Park
Het Ruhr Park in Bochum is een van de grootste winkelcentra in Duitsland.

## Geschiedenis

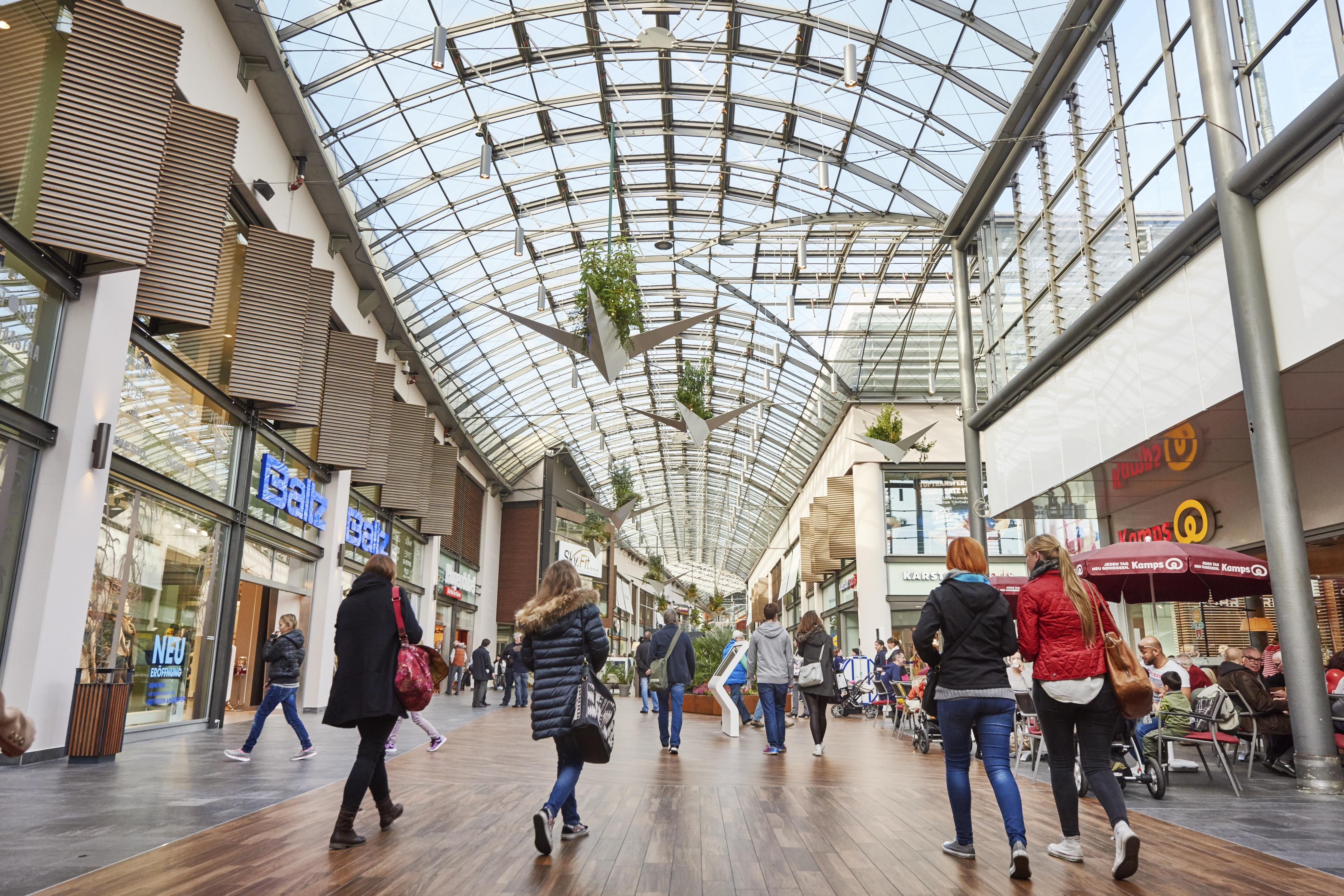
De "Wintertuin"

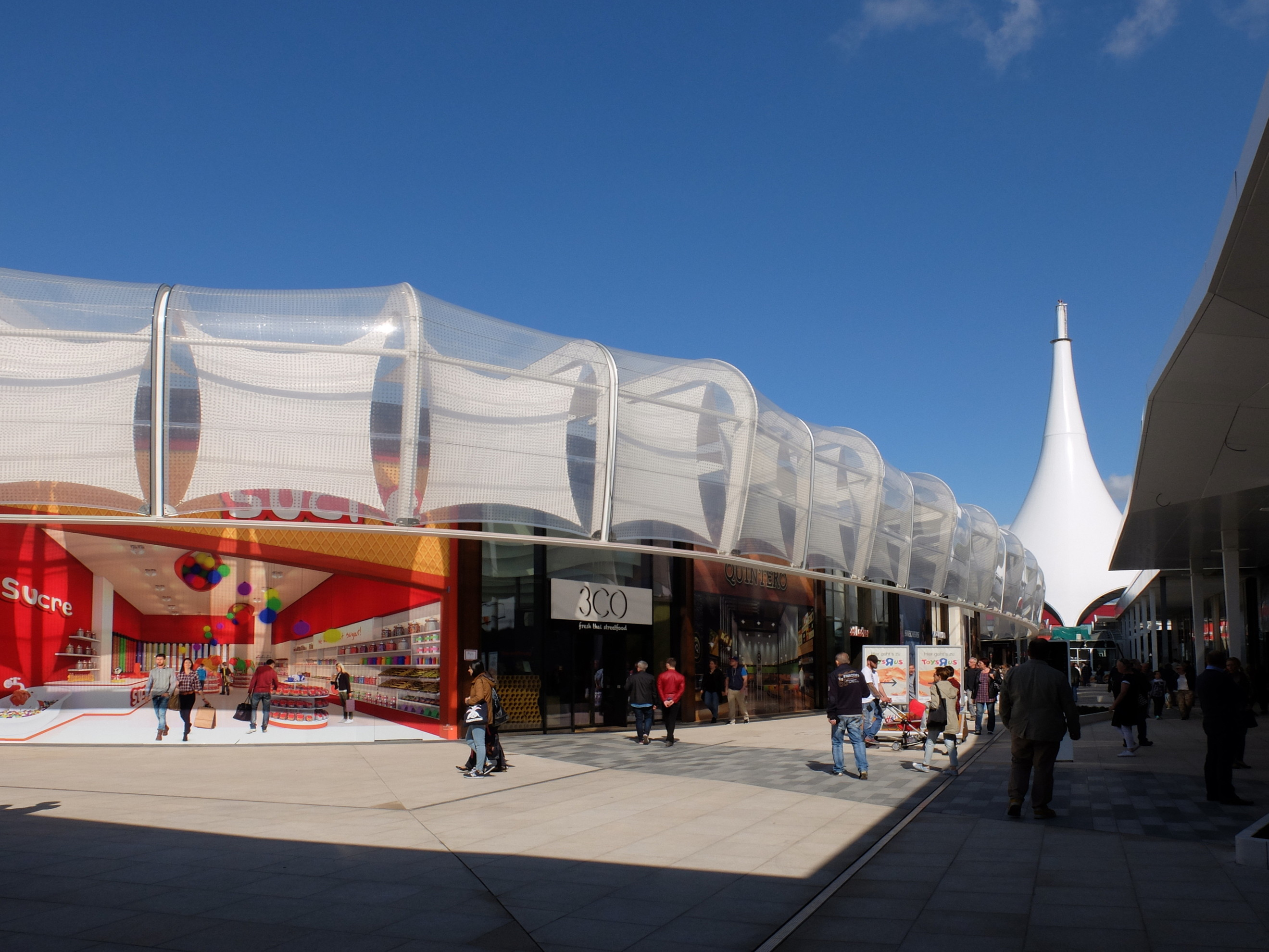
De "Südmall"

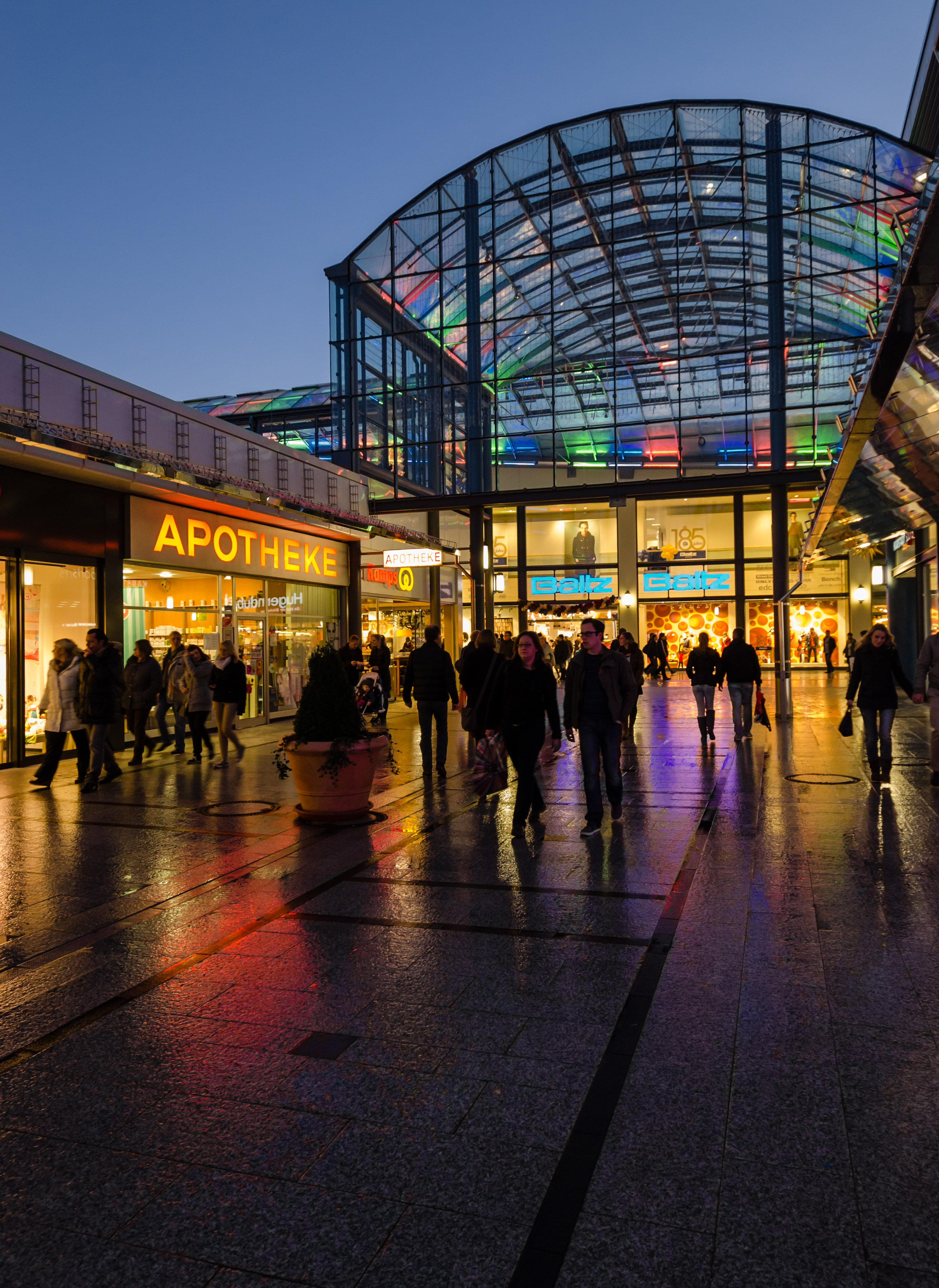
Avondverlichting van het Ruhr Park

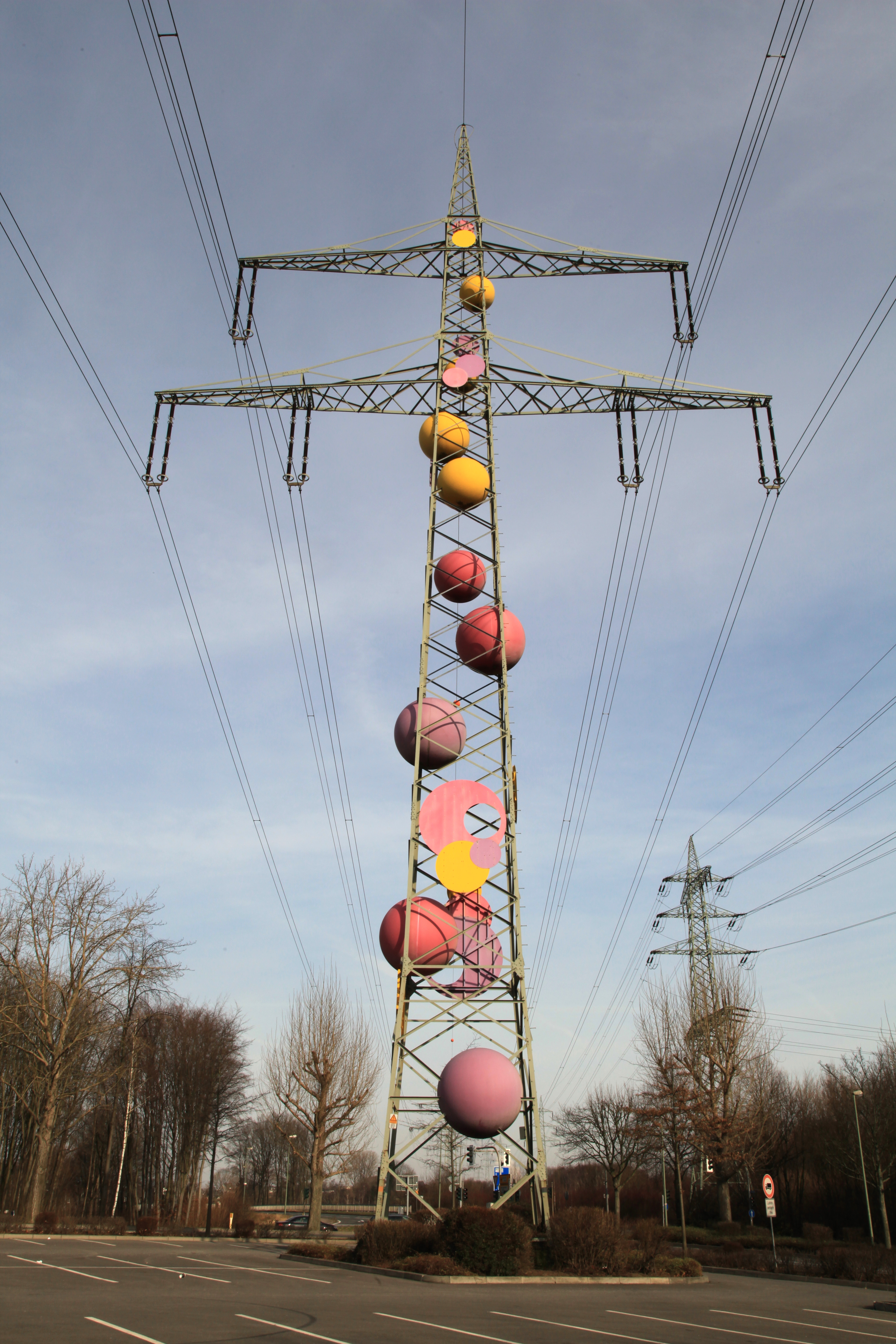
Zendmast met de sculptuur "Geometrische Durchdringung" in het Ruhrpark

Toen het Ruhr Park op 14 november 1964 in het stadsdeel Harpen werd geopend, was het na het Main-Taunus-Zentrum in Sulzbach het tweede winkelcentrum in Duitsland. Het werd ontworpen door prof. Lindener, gebaseerd op voorontwerpen van een Amerikaanse en een Duitse architect.
In het begin telde het winkelcentrum 24.000 m² verhuurbare vloeroppervlakte, die deels voor grote warenhuis bestemd was en deels voor kleinere speciaalzaken.
In 1969 werd het centrum uitgebreid met 56 winkels op 32.000 m². Hieronder bevond zich het Karstadt-warenhuis met een oppervlakte van 18.000 m².
Van 1989 tot 1991 werd het centrum verder uitgebreid met 52.000 m² met onder meer het 11.500 m² grote UCI-bioscoopcomplex. Van 2000 tot 2001 werd het winkelcentrum verder uitgebreid met 16.000m², waaronder 3.000m² voor het horecagebied "Via Bartolo". Dit gedeelte werd in oktober 2001 geopend. Hier zijn 13 horecaconcepten zijn rond een centraal plein met eettafels en zitgroepen gevestigd. Het eetgedeelte wordt per seizoen gedecoreerd met planten en sculpturen die passen bij het jaargetijde. Daarnaast werd een parkeergarage met 1.050 parkeerplaatsen op 7 verdiepingen opgeleverd.
Het Ruhr Park winkelcentrum, dat is gelegen op een grondstuk van ca. 254.000 m², had in 2013 een verhuurbare vloeroppervlakte van 115.000 m² (waarvan 71.000 m² verkoopvloeroppervlakte) en had een geschatte omzet van ongeveer 243 miljoen euro. Daarmee is het een van de grootste winkelcentra van Duitsland. In de circa 140 winkels werken ongeveer 2.500 medewerkers. Voor de klanten zijn er ca. 4.800 gratis parkeerplaatsen beschikbaar.
Na een 150 miljoen euro kostende renovatie van 2011 tot 2015 naar een ontwerp van Maas und Partner Architekten, werd het Ruhr Park op 4 november 2015 heropend, inclusief de nieuwe "Südmall". Het centrum heeft nu een verhuurbare vloeroppervlakte van 115.000 m². Hoewel het verhuurbare winkelvloeroppervlak afnam van 71.000 naar 69.500 na de renovatie nam het aantal winkels toe van 140 naar ca. 200.
De oprichter van het winkelcentrum Ruhr Park was de investeerder Edward J. Roberts, die het centrum in 1978 verkocht aan de Westdeutsche ImmobilienBank. Sinds 1 oktober 2010 is Perella Weinberg Real Estate Fund de eigenaar van het Ruhr Park, dat wordt beheerd door Unibail-Rodamco Duitsland.
Het Ruhr Park ligt buiten het stadscentrum. Ten tijde van de aanleg van het Ruhr Park ontstonden in de omliggende steden de eerste voetgangerszones, waardoor de binnensteden aantrekkelijker, maar ook moeilijker bereikbaar werden. Dit veroorzaakte een angst bij de winkeliers voor een omzetdaling door het ontstaan van de weidewinkels. Desalniettemin is het Ruhr Park nog steeds een voorbeeld voor veel andere winkelcentra in Duitsland.
Het herkenningspunt van het Ruhr Park is de in 1985 gebouwde 42 meter hoge mast met geel tentdoek. Bij de modernisering is het gele doek in 2012 vervangen door een wit doek. Aan de noordzijde is er een hoogspanningsmast van Amprion die versierd is met bollen (mast 69, nummer 2610).

## Bereikbaarheid
Met de nabijgelegen autosnelwegen A40 en A43, is het winkelcentrum goed bereikbaar per auto, hetgeen onder meer heeft bijgedragen tot de ontwikkeling van het UCI- bioscoopcomplex in 1991. De verbinding met het openbaar vervoer wordt geregeld met acht buslijnen met drie haltes verspreid over het Ruhr Park. Hiervan lopen drie lijnen naar het centrum van Bochum. Deze lijnen vormen ook de ontsluiting van veel woongebieden en stoppen veel onderweg naar het Ruhr Park. Het gevolg hiervan zijn relatief lange reistijden.